# Mercedes-Benz Classe GLE (Type 167)
La Mercedes-Benz Classe GLE (Type 167) est un grand SUV premium du constructeur automobile allemand Mercedes-Benz à partir de la fin 2018. Elle est premier modèle de la gamme 167 (GLE (V 167), GLE coupé (C 167) et GLS (X 167)). Elle est la seconde génération de la Classe GLE produite depuis 2015.

## Histoire
La Mercedes-Benz GLE (Type 167) est présentée au Mondial de l'automobile de Paris 2018. Elle est la seconde génération de Mercedes GLE qui n'était qu'un restylage de la troisième génération de la Mercedes-Benz Classe M, et non un nouveau modèle, Mercedes ayant adopté une nouvelle dénomination de ses modèles en 2015. Elle est ainsi indirectement la quatrième génération de Classe M.
La gamme 167 est construite à l'usine américaine de Mercedes-Benz à Tuscaloosa.  Le début des ventes et les premières livraisons ont eu lieu en 2019.
Au Salon international de l'automobile de Genève de mars 2019, la variante de Mercedes-AMG a été présentée avec le GLE 53.
En mai 2019, Daimler a présenté l'ESF 2019, un concept car basé sur le GLE qui donne un aperçu des systèmes de sécurité des futurs modèles. La variante alimentée par un moteur hybride rechargeable peut conduire de manière autonome si vous le souhaitez et est équipée de nombreuses fonctions de sécurité actives et passives.
Le GLE coupé a été présenté le 28 août 2019. Les livraisons des premiers modèles ont eu lieu au printemps 2020.
En septembre 2019, Mercedes-Benz a présenté le GLE avec un moteur diesel hybride rechargeable au Salon de l'automobile de Francfort-sur-le-Main. Le GLE 350de dispose d'une batterie d'une capacité de 31,2 kWh. L'autonomie électrique est donnée à 106 km selon la norme NEDC.
Les GLE 63 et GLE 63 S de Mercedes-AMG ont été présentés en novembre 2019 dans le cadre du Salon de l'automobile de Los Angeles.

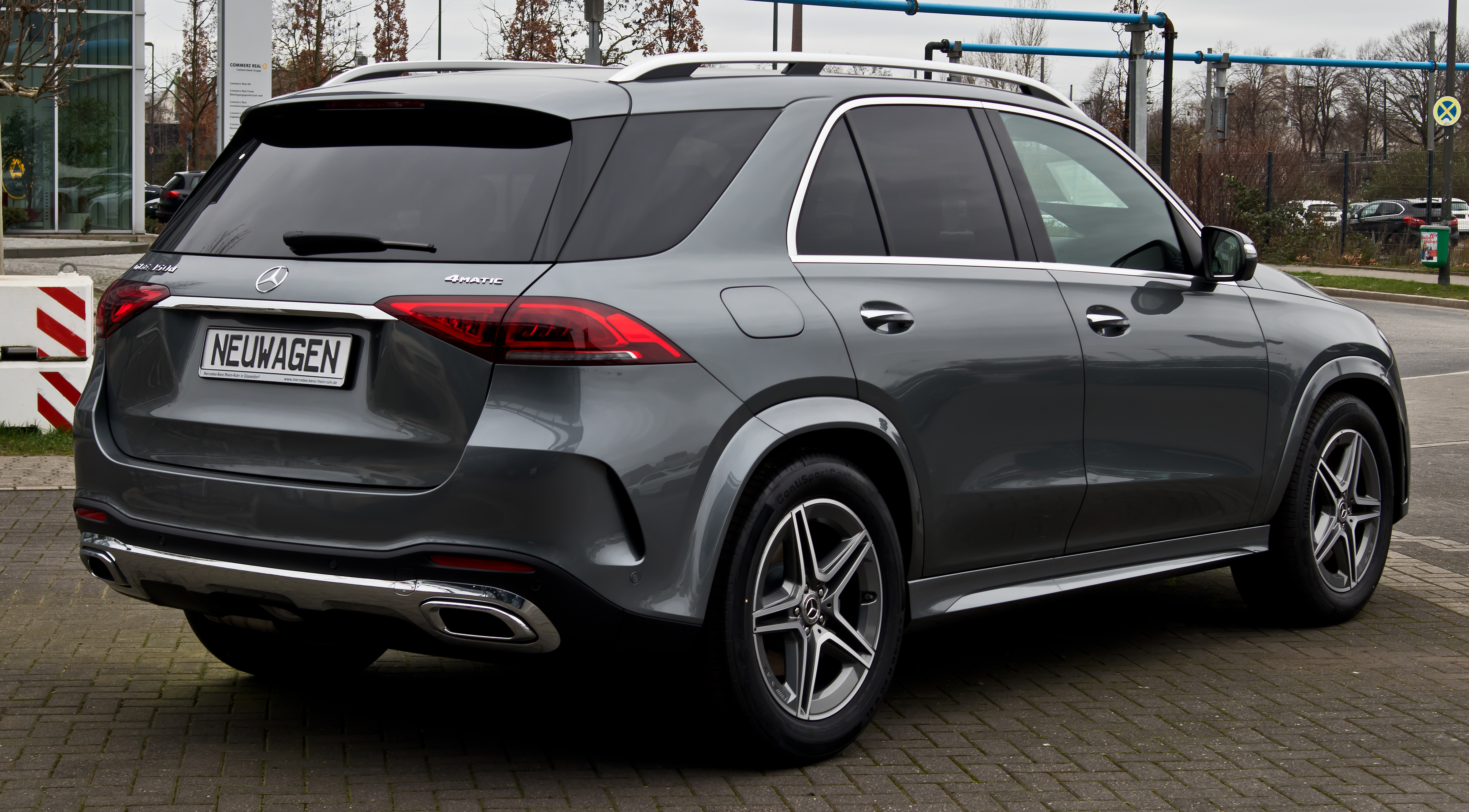
Vue arrière de l'AMG Line
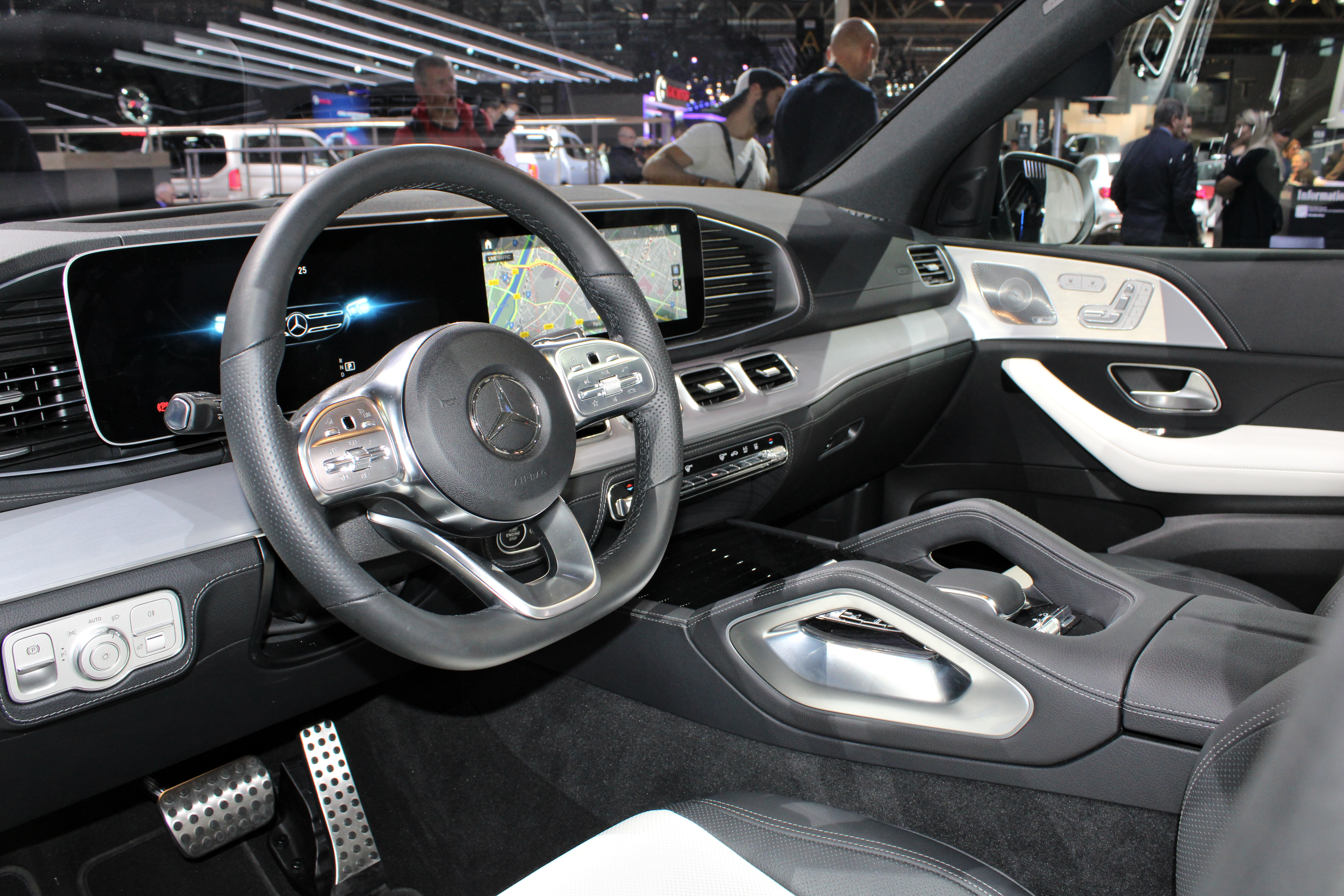
Vue de l'intérieur
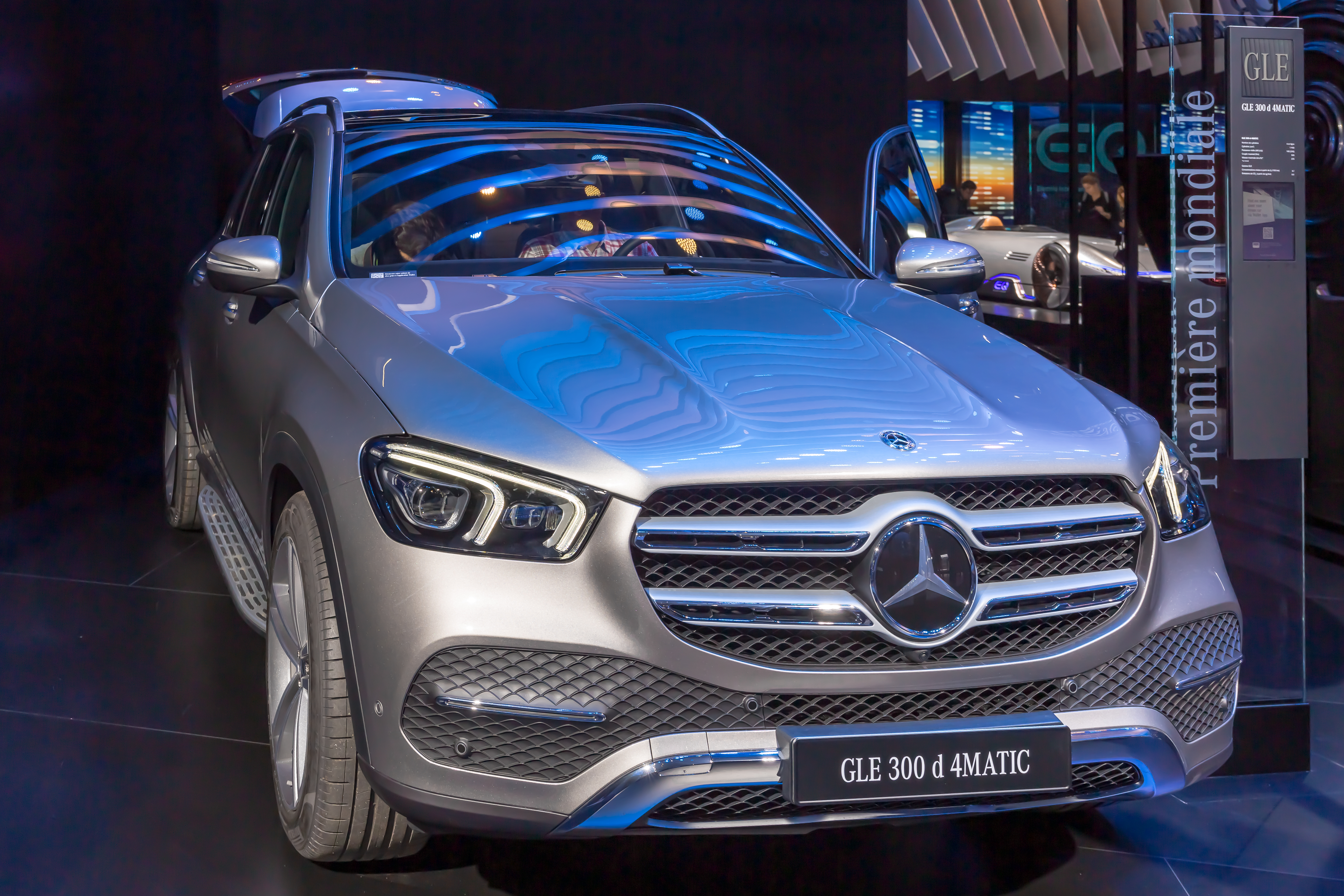
Vue de face du modèle de base
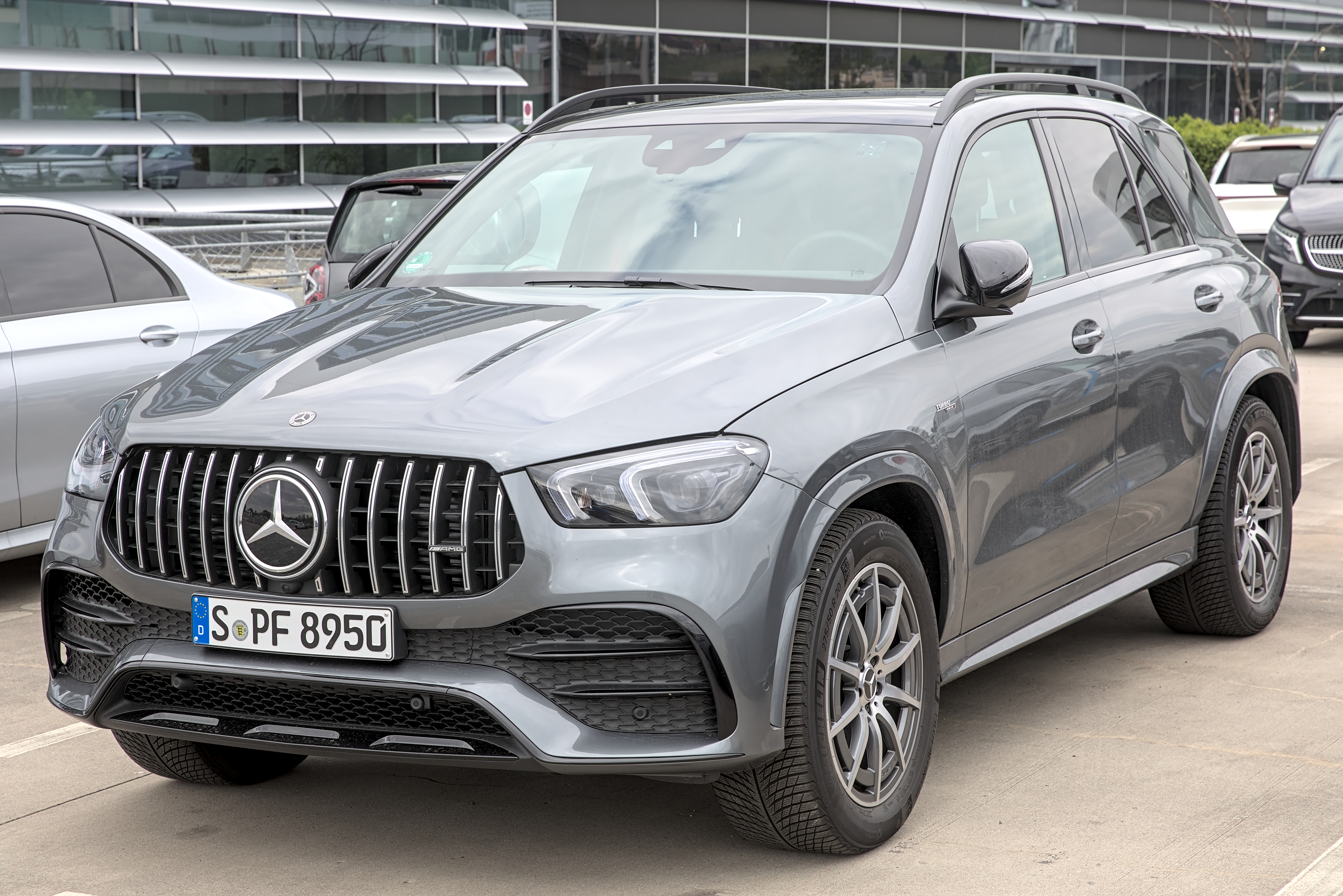
Mercedes GLE 53 AMG (2019–2023)
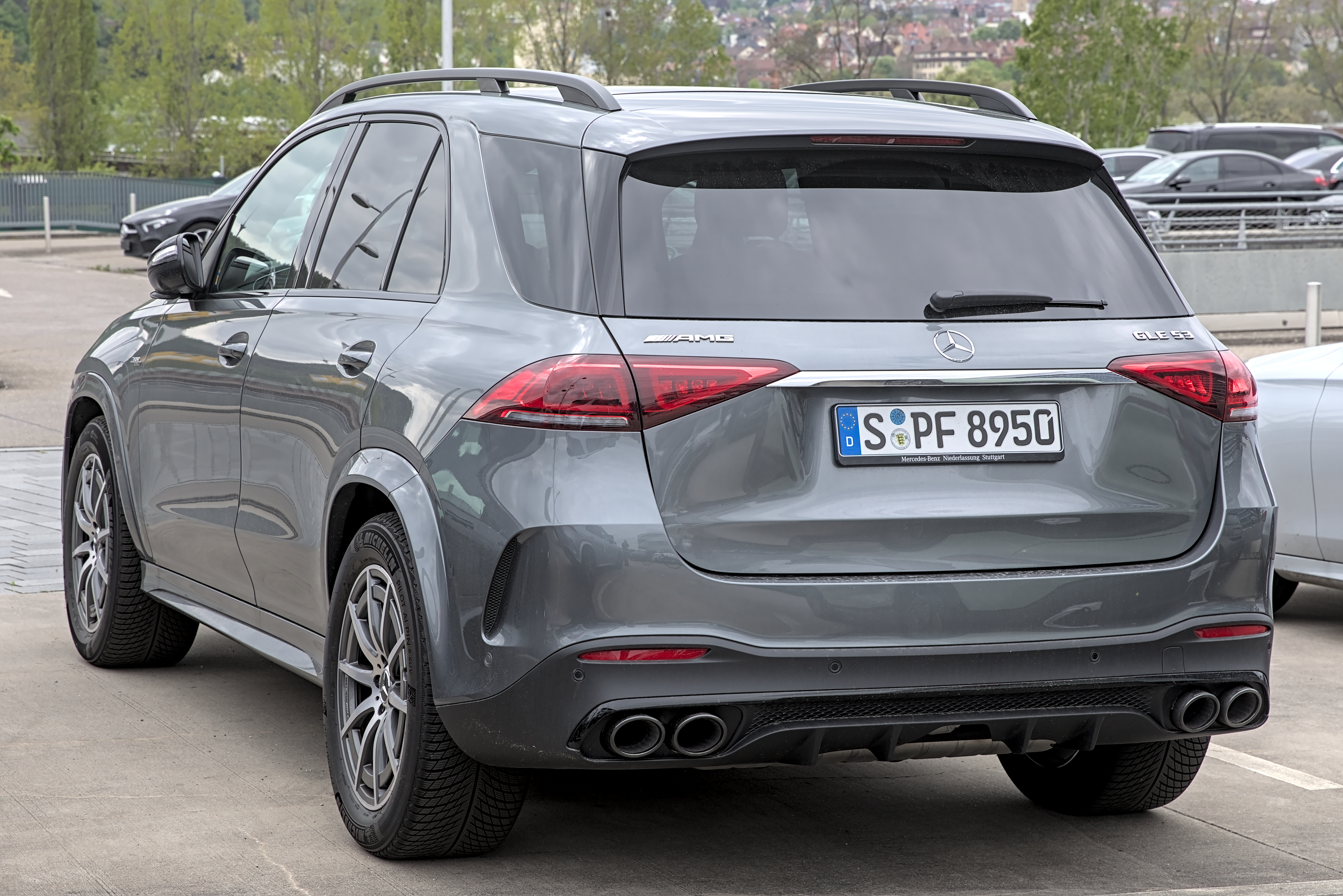
Vue arrière

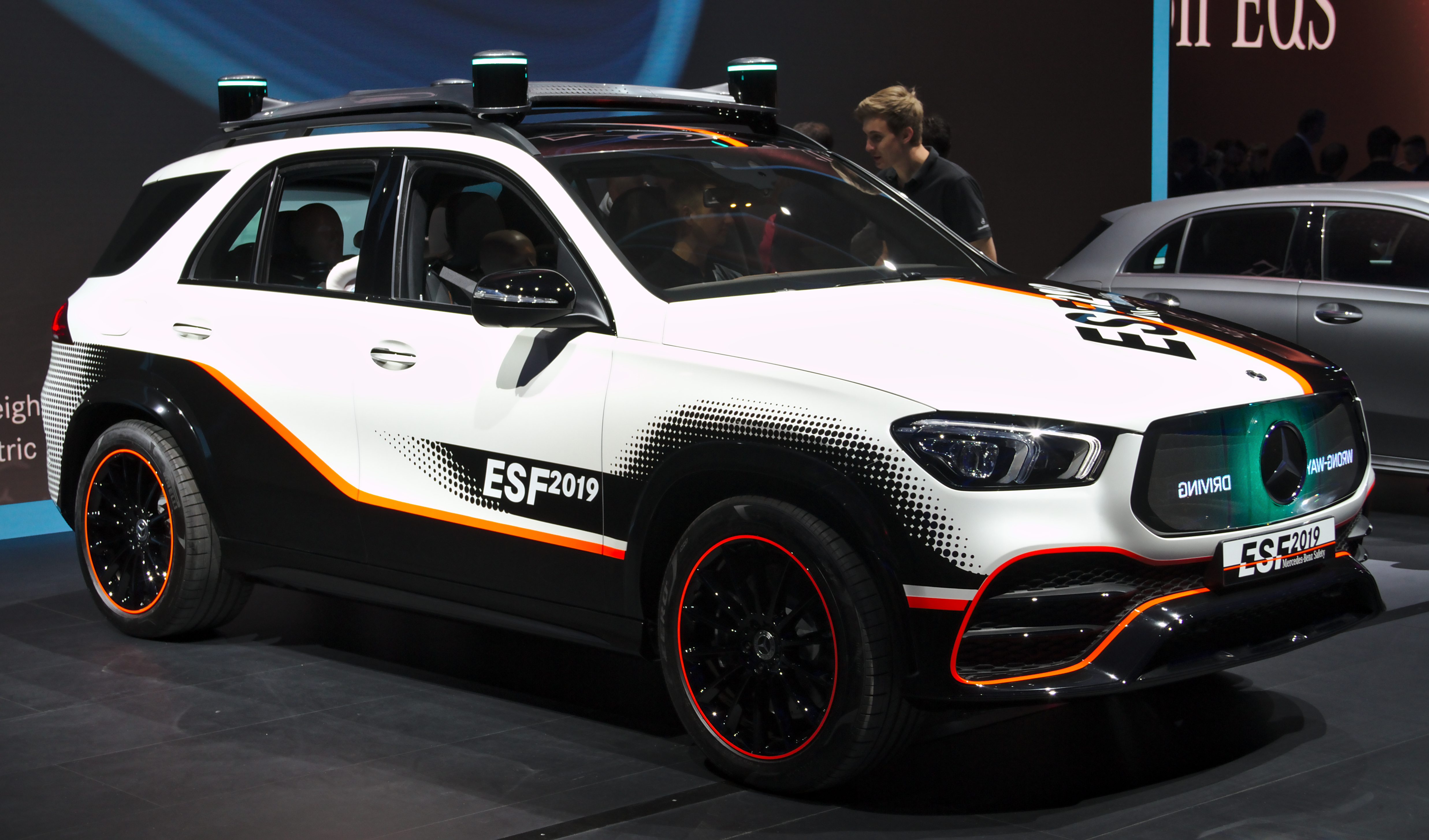
Mercedes-Benz ESF 2019
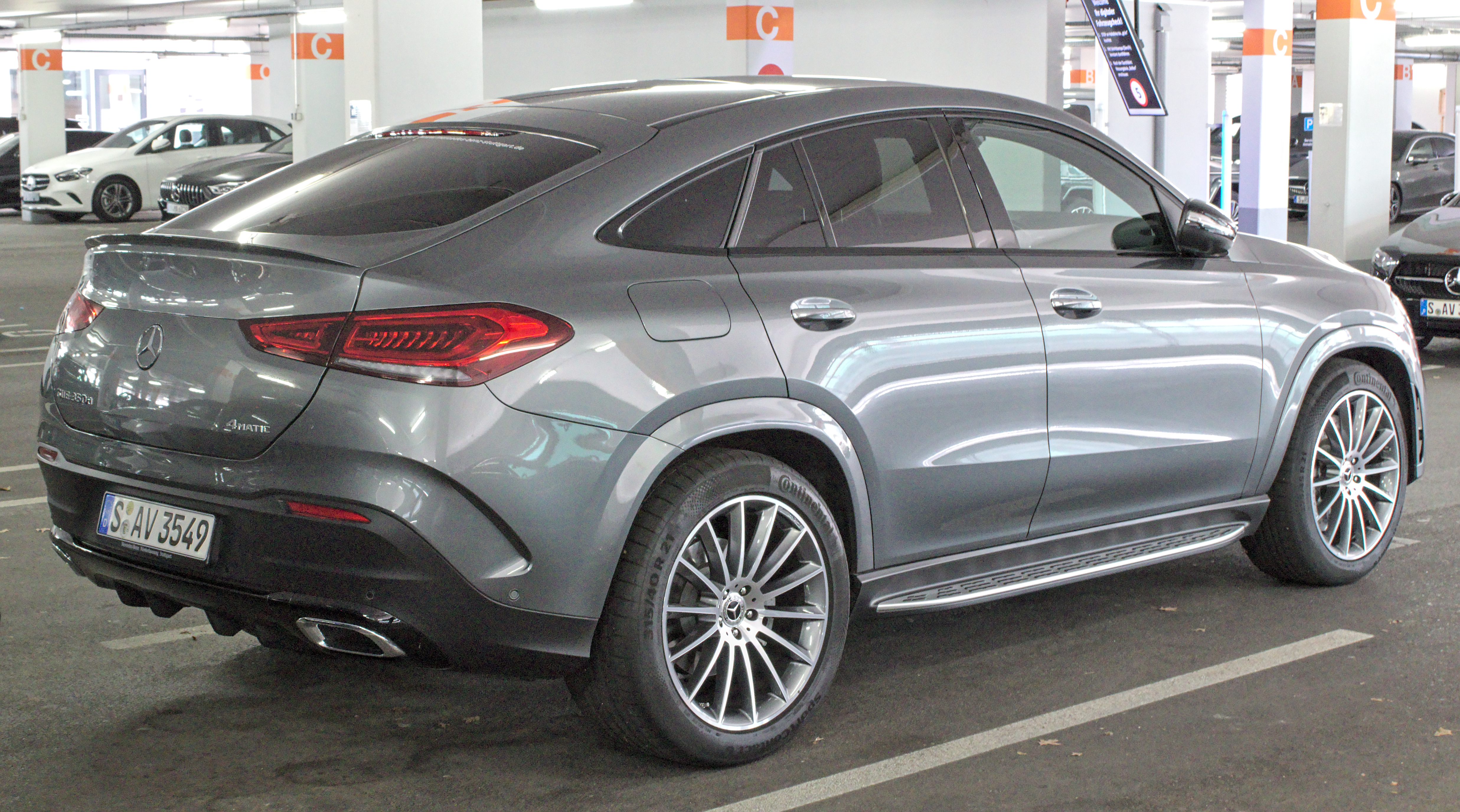
Mercedes-Benz GLE 350d coupé
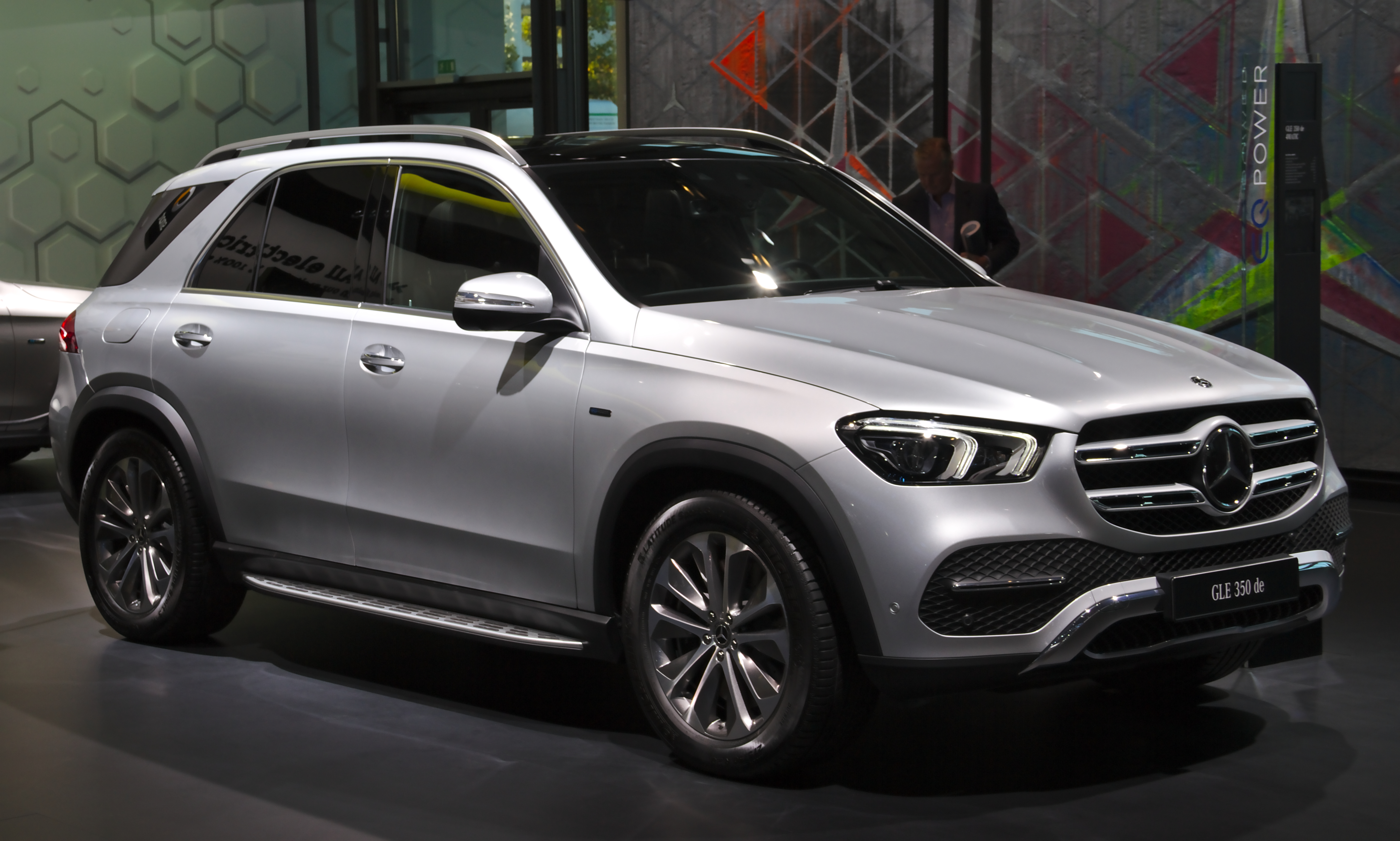
Mercedes-Benz GLE 350de (2019–2023)
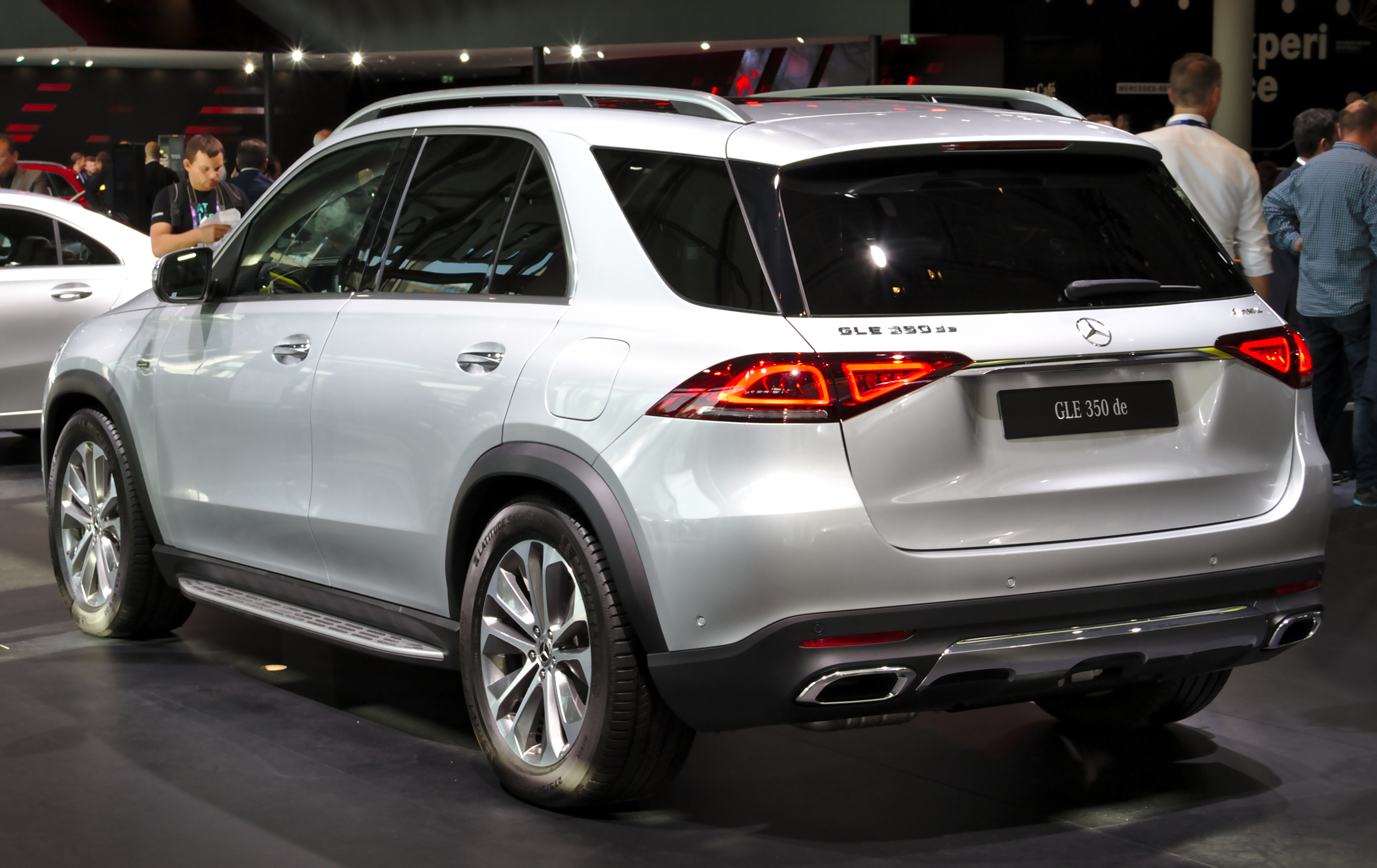
Vue arrière
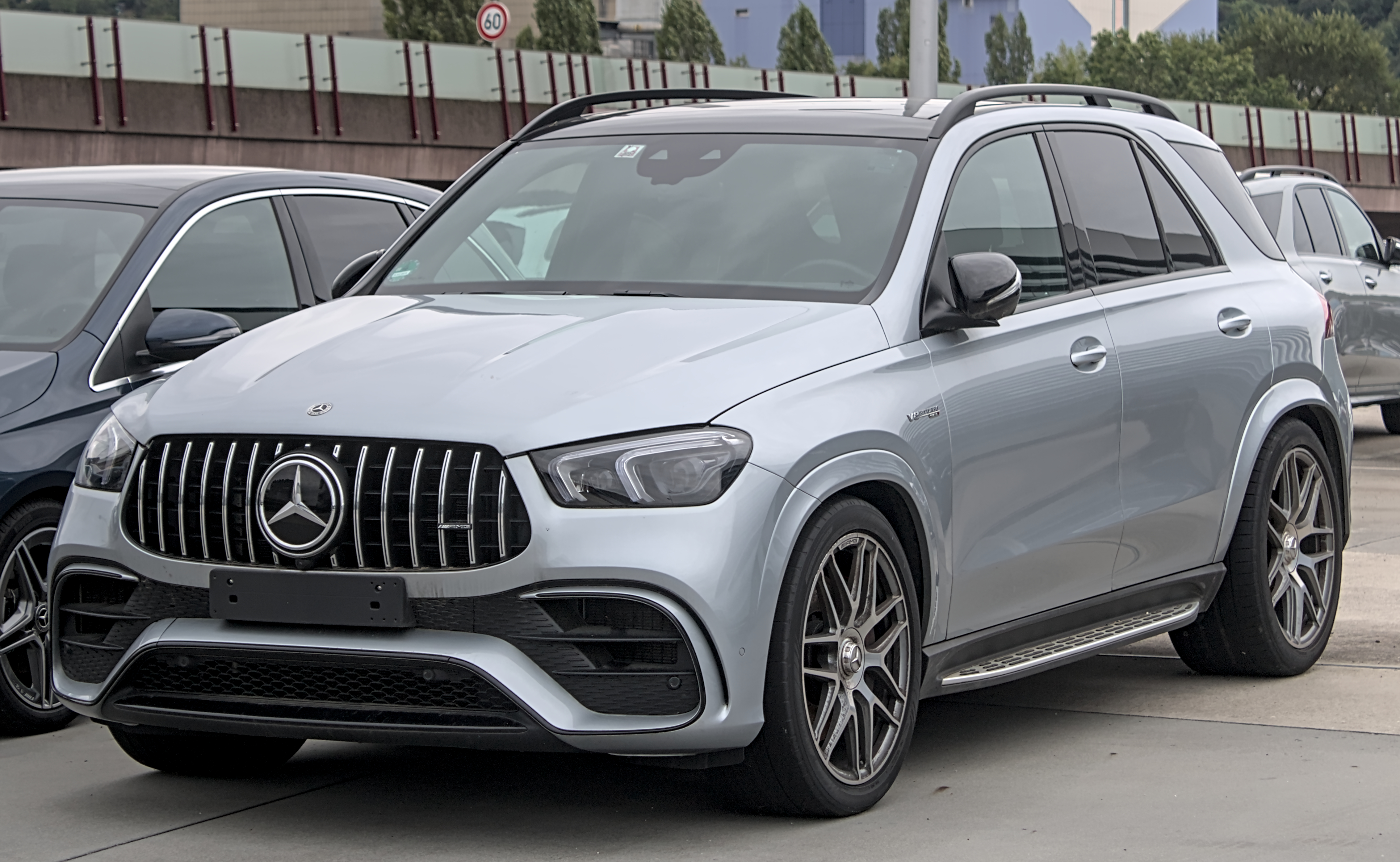
Mercedes GLE 63 AMG S (2020–2023)

### Phase 2
La GLE Type 167 est restylée au début de l'année 2023. Elle reçoit de légères modifications esthétiques qui concernent les optiques, le dessin des jantes et des boucliers ainsi que le motif de la calandre. La gamme GLE a également le droit à des améliorations logicielles, à l'actualisation des aides à la conduite ou encore au passage à la dernière version du système multimédia MBUX. Leur mise sur le marché est prévue pour juillet 2023.
Côté technique, les moteurs 300d et 450d reçoivent une hybridation légère, avec l'apport d'une motorisation électrique de 20 ch.
La GLE "classique" est vendue en France à partir de 84 200 €, contre 91 350 € pour la GLE Coupé.

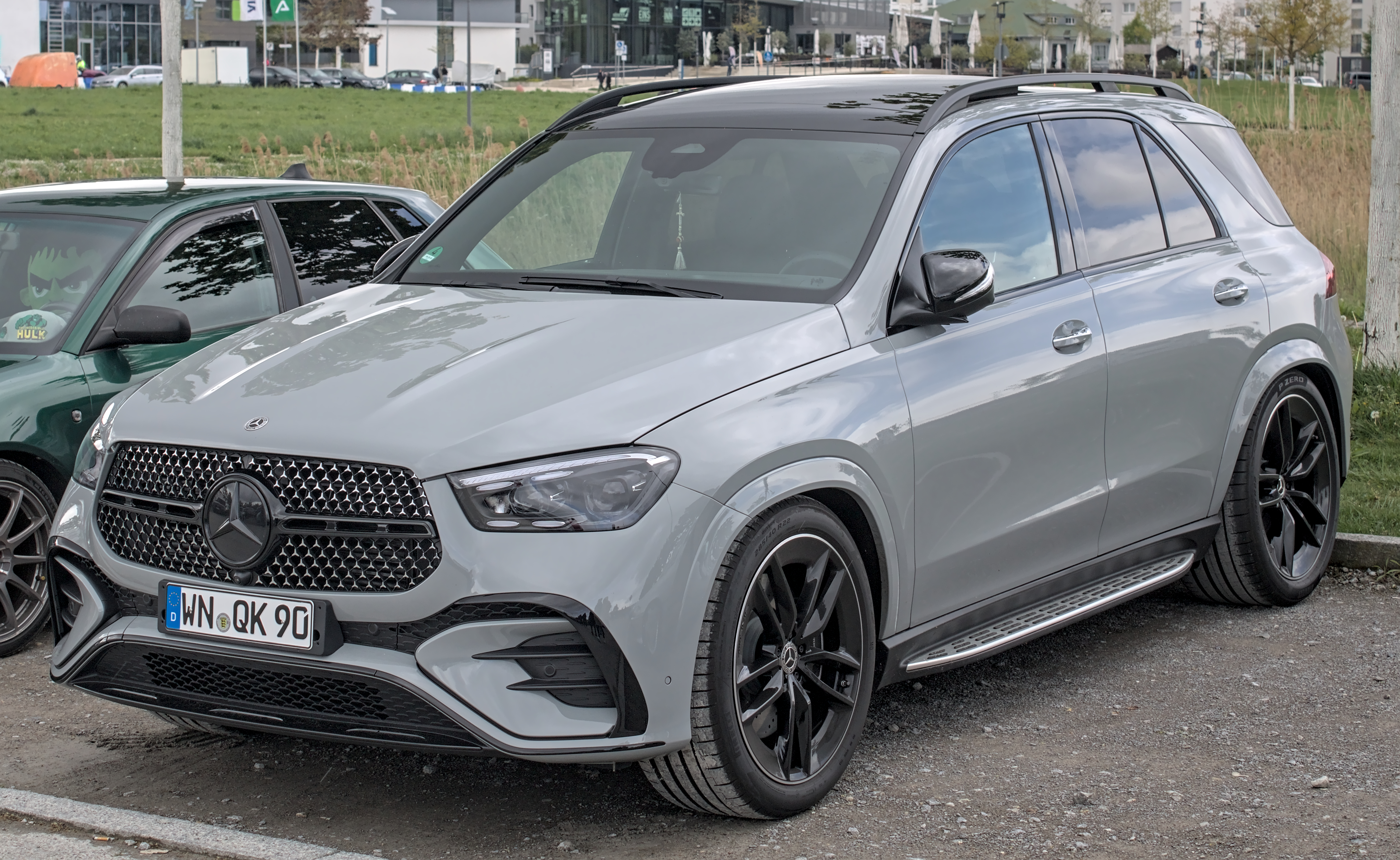
Mercedes GLE (depuis 2023)
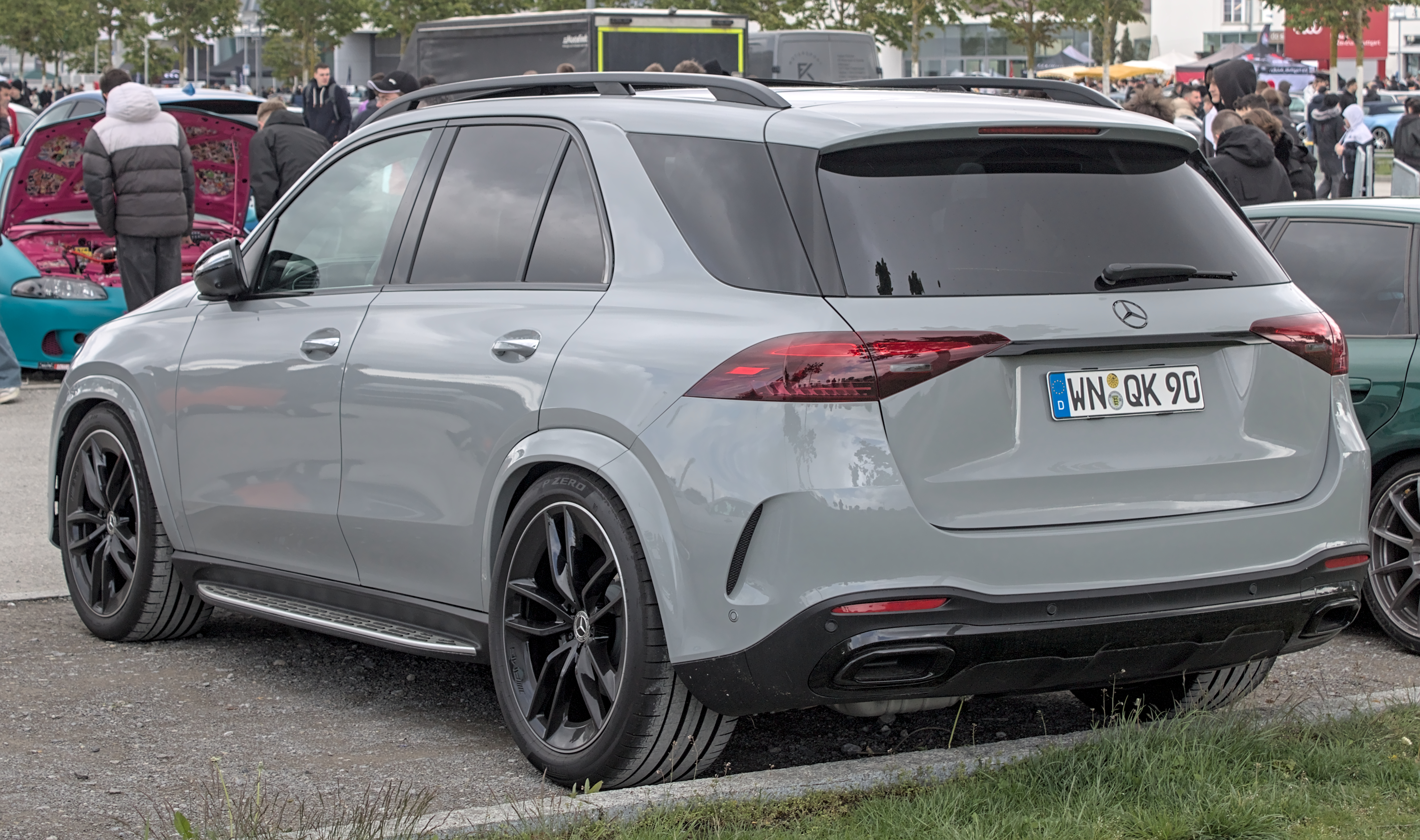
Vue arrière
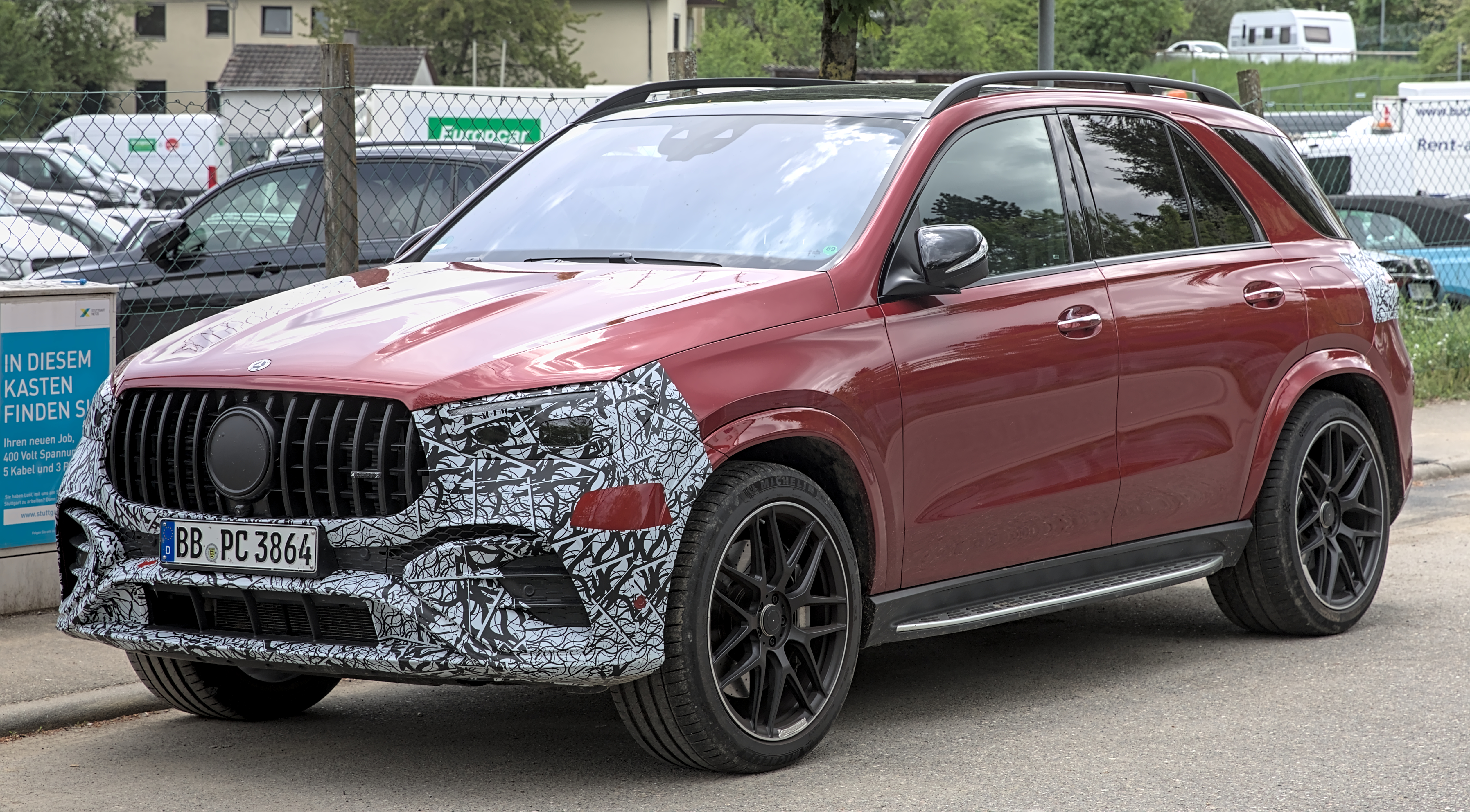
Mercedes GLE 53 AMG (depuis 2023)
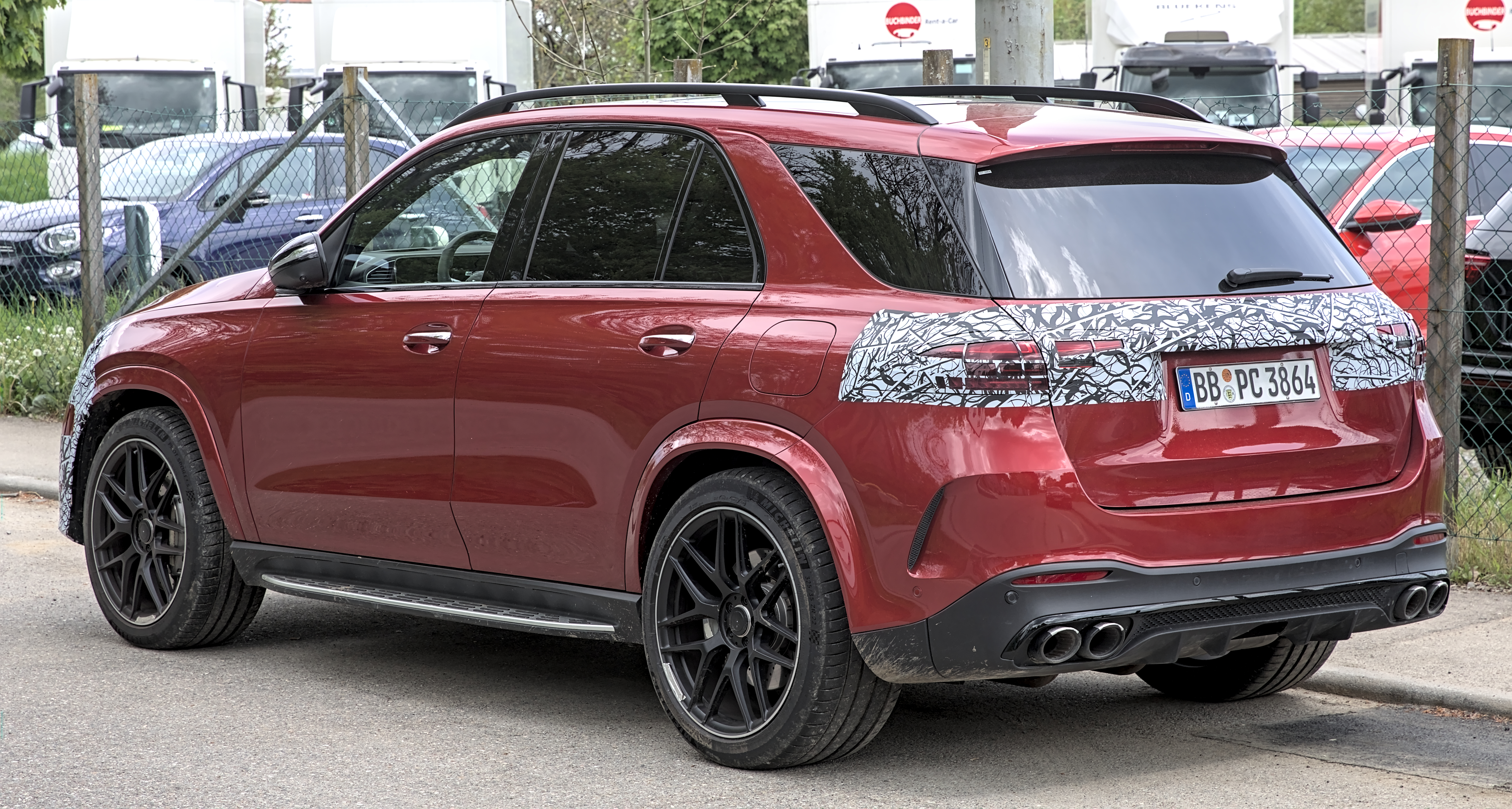
Vue arrière
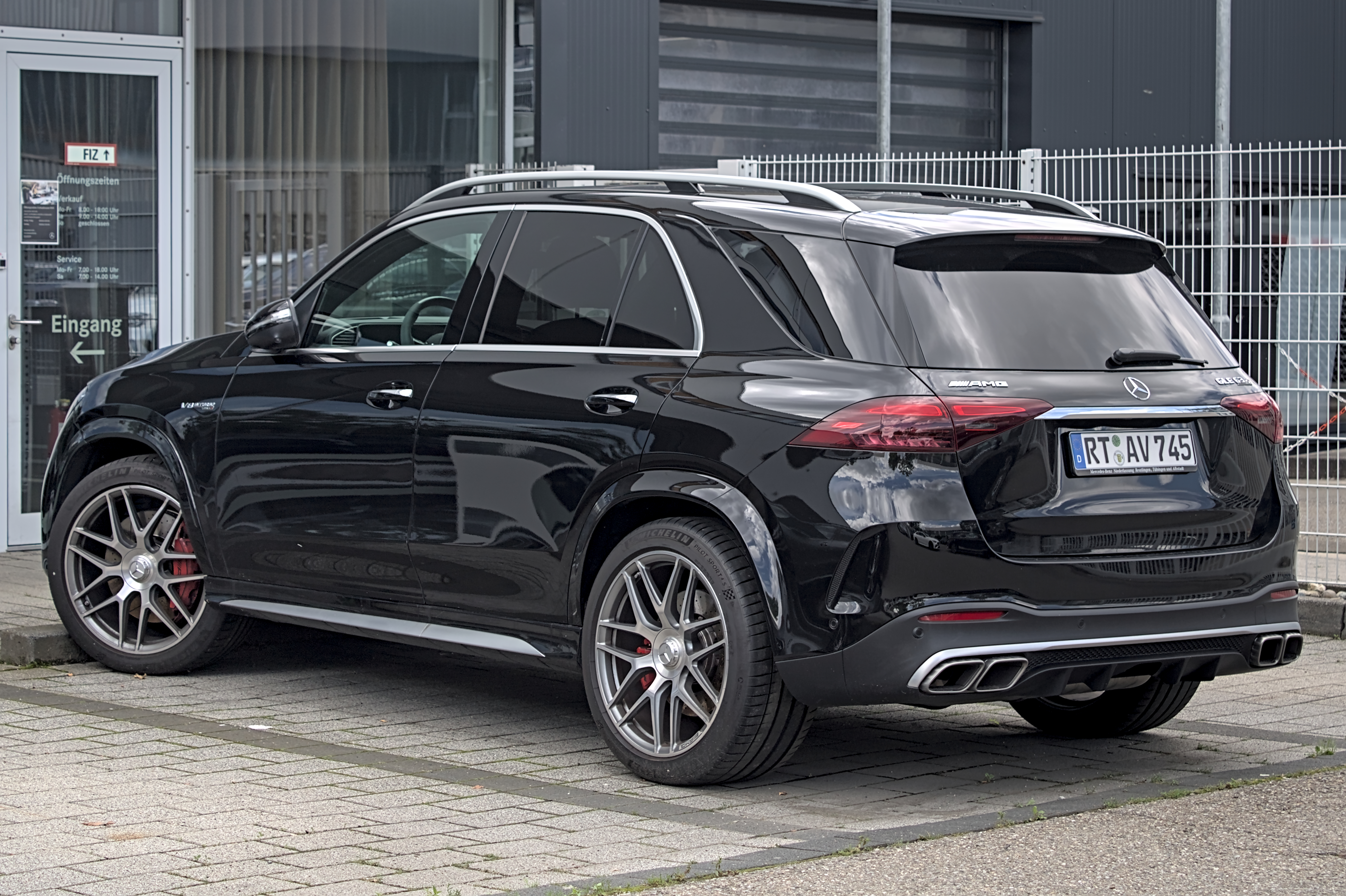
Mercedes GLE 63 S AMG (depuis 2023)

## Caractéristiques techniques
La seconde GLE repose sur la plateforme technique modulaire MHA (Modular High Architecture) qui sert notamment à la Classe E.
Il y a eu des améliorations aérodynamiques, le coefficient de traînée a été amélioré de 0,33 à 0,29 selon Mercedes. Ils étaient initialement disponibles avec une boîte de transfert avec un embrayage multidisque à commande électronique. Les variantes avec moteurs quatre cylindres apparaissant plus tard ont eus un différentiel central avec une répartition de puissance de 50:50 entre les essieux. Une réduction tout terrain est disponible sur demande.

### Équipement
Le tableau de bord reçoit le double écran « Widescreen cockpit » et le système multimédia MBUX, apparu sur la dernière génération de Classe A, constitué de deux écrans de 12,3 pouces.

### Motorisations
La GLE II est lancée avec un six cylindres essence 3 litres associé à un système hybride léger constitué d'un alternodémarreur 48 volts fournissant 22 ch (16 kW) et 250 N m supplémentaires. Suit ensuite le lancement de la version 4-cylindres diesel 300d de 245 ch, puis du 6-cylindres en 272 et 330 ch.
En septembre 2019, Mercedes-Benz dévoile la version branchée de son GLE. Dénommée 350de, elle est équipée d'un bloc 4 cylindres diesel de 194 chevaux associé à un bloc électrique de 135 chevaux. L'ensemble développe 319 chevaux.
Phase 1
| Logo de Mercedes-Benz      | Hybride essence       | Hybride essence       | Hybride essence       | Hybride essence       | Diesel                | Diesel                                               | Diesel                | Diesel                |
| Logo de Mercedes-Benz      | GLE 450 4MATIC        | GLE 580 4MATIC        | GLE 63 AMG            | GLE 63S AMG           | GLE 300d 4MATIC       | GLE 350de 4MATIC                                     | GLE 350d 4MATIC       | GLE 400d 4MATIC       |
| -------------------------- | --------------------- | --------------------- | --------------------- | --------------------- | --------------------- | ---------------------------------------------------- | --------------------- | --------------------- |
| Type de moteur             | 6-cylindres en ligne  | 8-cylindres en V      | 8-cylindres en V      | 8-cylindres en V      | 4-cylindres en ligne  | 4-cylindres en ligne                                 | 6-cylindres en ligne  | 6-cylindres en ligne  |
| Alimentation               | Turbocompressé        | Bi-Turbo              | Bi-Turbo              | Bi-Turbo              | Turbocompressé        | Turbocompressé                                       | Turbocompressé        | Turbocompressé        |
| Cylindrée (cm3)            | 2999                  |                       |                       |                       | 1950                  | 1950                                                 |                       |                       |
| Puissance maximale ch (kW) | 367+22 (270)          | 483 (360)             | 571 (420)             | 612 (450)             | 245 (180)             | thermique : 194 électrique : 135 combinée: 319 (235) | 272 (200)             | 330 (243)             |
| au régime de : (tr/min)    | 5500 à 6100           |                       |                       |                       | 4 200                 | 4 200                                                |                       |                       |
| Couple maximal (N m)       | 500                   | 700                   | 750                   | 850                   | 500                   | 700                                                  |                       |                       |
| au régime de : (tr/min)    | 1600 à 4000           |                       |                       |                       | 1 600                 |                                                      |                       |                       |
| Boîte de vitesses          | Automatique 9G-Tronic | Automatique 9G-Tronic | Automatique 9G-Tronic | Automatique 9G-Tronic | Automatique 9G-Tronic | Automatique 9G-Tronic                                | Automatique 9G-Tronic | Automatique 9G-Tronic |
| Transmission               | Intégrale (4Matic)    | Intégrale (4Matic)    | Intégrale (4Matic)    | Intégrale (4Matic)    | Intégrale (4Matic)    | Intégrale (4Matic)                                   | Intégrale (4Matic)    | Intégrale (4Matic)    |
| Vitesse maximale (km/h)    | 250                   | 250                   |                       |                       | 225                   |                                                      |                       |                       |
| 0-100 km/h (s)             | 5,7                   |                       |                       | 3,8                   | 7,2                   | 6,8                                                  |                       |                       |
| Consommation (L/100 km)    | 8,3                   |                       |                       |                       | 6,1                   |                                                      | 7,1                   | 7,0                   |
| Émissions de CO2 (g/km)    | 190                   |                       |                       |                       | 161                   |                                                      | 184-189               | 184-189               |
| Masse à vide (kg)          | 2220                  |                       |                       |                       | 2165                  |                                                      |                       |                       |
| Capacité du réservoir (L)  | 85                    | 85                    | 85                    | 85                    | 85                    | 85                                                   | 85                    | 85                    |
| Norme environnementale     | Euro 6d-Temp          | Euro 6d-Temp          | Euro 6d-Temp          | Euro 6d-Temp          | Euro 6d-Temp          | Euro 6d-Temp                                         | Euro 6d-Temp          | Euro 6d-Temp          |

Phase 2
| Logo de Mercedes-Benz      | Hybride essence                                | Hybride Diesel                                 | Diesel                |      |
| Logo de Mercedes-Benz      | GLE 400e 4MATIC                                | GLE 350de 4MATIC                               | GLE 300d 4MATIC       |      |
| -------------------------- | ---------------------------------------------- | ---------------------------------------------- | --------------------- | ---- |
| Type de moteur             | 4-cylindres en ligne                           | 4-cylindres en ligne                           | 4-cylindres en ligne  |      |
| Alimentation               | Turbocompressé                                 | Turbocompressé                                 | Turbocompressé        |      |
| Cylindrée (cm3)            | 1999                                           | 1993                                           | 1993                  | 1993 |
| Puissance maximale ch (kW) | 252 (185)                                      | 197 (145)                                      | 269 (198)             |      |
| au régime de : (tr/min)    |                                                |                                                |                       |      |
| Couple maximal (N m)       | thermique : 400 électrique : 440 combinée: 650 | thermique : 440 électrique : 440 combinée: 750 | 550                   |      |
| au régime de : (tr/min)    |                                                |                                                |                       |      |
| Boîte de vitesses          | Automatique 9G-Tronic                          | Automatique 9G-Tronic                          | Automatique 9G-Tronic |      |
| Transmission               | Intégrale (4Matic)                             | Intégrale (4Matic)                             | Intégrale (4Matic)    |      |
| Vitesse maximale (km/h)    | 210                                            | 210                                            | 230                   |      |
| 0-100 km/h (s)             | 6,1                                            | 6,9                                            | 6,9                   |      |
| Consommation (L/100 km)    | 0,8 à 1,1                                      | 0,6 à 0,9                                      | 6,8 à 7,7             |      |
| Émissions de CO2 (g/km)    | 19 à 25                                        | 16 à 23                                        | 179 à 203             |      |
| Masse à vide (kg)          | 2645                                           | 2695                                           | 2260                  |      |
| Capacité du réservoir (L)  | 65                                             | 65                                             | 85                    |      |
| Norme environnementale     | Euro 6d-Temp                                   | Euro 6d-Temp                                   | Euro 6d-Temp          |      |

## Finition
- Avantgarde Line
- AMG Line